# Pellaea rufa
Pellaea rufa là một loài dương xỉ trong họ Pteridaceae. Loài này được A.F. Tryon mô tả khoa học đầu tiên.